# (4531) Asaro
(4531) Asaro es un asteroide perteneciente al cinturón interior de asteroides descubierto por Carolyn Jean S. Shoemaker desde el observatorio del Monte Palomar, Estados Unidos, el 20 de marzo de 1985.

## Designación y nombre
Asaro se designó al principio como 1985 FC.
Más adelante, en 1991, fue nombrado en honor del químico nuclear estadounidense Frank Asaro (1927-2014).

## Características orbitales
Asaro orbita a una distancia media del Sol de 1,862 ua, pudiendo alejarse hasta 1,938 ua y acercarse hasta 1,786 ua. Tiene una excentricidad de 0,0406 y una inclinación orbital de 23,98 grados. Emplea en completar una órbita alrededor del Sol 928,1 días.
Asaro forma parte del grupo asteroidal de Hungaria.

## Características físicas
La magnitud absoluta de Asaro es 14 y el periodo de rotación de 4,144 horas.